# Ignatius Ganago
Ignatius Kpene Ganago (* 16. února 1999) je kamerunský profesionální fotbalista, který hraje na pozici útočníka za francouzský klub FC Nantes a kamerunský národní tým.

## Klubová kariéra

### Mládežnická kariéra
Ganago byl před příchodem do Nice v roce 2017 součástí juniorské akademie EFCB v Kamerunu.

### Nice
Ganago debutoval v prvním týmu Nice 9. září 2017 při výhře 4:0 v Ligue 1 proti Monacu, když v 74. minutě nahradil Maria Balotelliho. V tomto zápase také vstřelil svůj první gól v klubu.

### Lens
Dne 10. července 2020 podepsal Ganago smlouvu s nově postoupivším klubem do Ligue 1 RC Lens.

### Nantes
Dne 1. září 2022, poslední den letního přestupového období, se Ganago přesunul k ligovému rivalovi FC Nantes, kde podepsal čtyřletou smlouvu. Přestupová částka vyplacená Lens se odhadovala na 3,5 milionu eur.

## Reprezentační kariéra
Ganago debutoval v seniorském národním týmu Kamerunu v přátelském utkání s Tuniskem 12. října 2019, které skončilo 0:0. Později téhož měsíce ho jeho klub Nice odmítl uvolnit na Africký pohár národů hráčů do 23 let 2019.

## Osobní život
Ganagova čtyřletá dcera zemřela 13. února 2023 po nemoci.

## Statistiky

### Klubové
Platí k zápasu hranému 18. září 2022.
| Klub              | Sezóna            | Liga                   | Liga   | Liga | Národní pohár | Národní pohár | Ligový pohár | Ligový pohár | Kontinentální | Kontinentální | Celkově | Celkově |
| Klub              | Sezóna            | Soutěž                 | Zápasy | Góly | Zápasy        | Góly          | Zápasy       | Góly         | Zápasy        | Góly          | Zápasy  | Góly    |
| ----------------- | ----------------- | ---------------------- | ------ | ---- | ------------- | ------------- | ------------ | ------------ | ------------- | ------------- | ------- | ------- |
| Nice B            | 2017/18           | Championnat National 2 | 12     | 8    | —             | —             | —            | —            | —             | —             | 13      | 8       |
| Nice B            | 2018/19           | Championnat National 2 | 1      | 1    | —             | —             | —            | —            | —             | —             | 1       | 1       |
| Nice B            | Celkově           | Celkově                | 13     | 9    | —             | —             | —            | —            | —             | —             | 13      | 9       |
| Nice              | 2017/18           | Ligue 1                | 6      | 1    | 1             | 0             | 1            | 0            | 3             | 0             | 11      | 1       |
| Nice              | 2018/19           | Ligue 1                | 20     | 2    | 1             | 0             | 1            | 0            | —             | —             | 22      | 2       |
| Nice              | 2019/20           | Ligue 1                | 26     | 3    | 2             | 1             | 1            | 0            | —             | —             | 29      | 4       |
| Nice              | Celkově           | Celkově                | 52     | 6    | 4             | 1             | 3            | 0            | 3             | 0             | 62      | 7       |
| Lens              | 2020/21           | Ligue 1                | 24     | 7    | 0             | 0             | —            | —            | —             | —             | 24      | 7       |
| Lens              | 2021/22           | Ligue 1                | 28     | 5    | 1             | 1             | —            | —            | —             | —             | 29      | 6       |
| Lens              | 2022/23           | Ligue 1                | 4      | 0    | 0             | 0             | —            | —            | —             | —             | 4       | 0       |
| Lens              | Celkově           | Celkově                | 56     | 12   | 1             | 1             | —            | —            | —             | —             | 57      | 13      |
| Nantes            | 2022/23           | Ligue 1                | 3      | 1    | 0             | 0             | —            | —            | 2             | 0             | 5       | 1       |
| Celkově v kariéře | Celkově v kariéře | Celkově v kariéře      | 124    | 28   | 5             | 2             | 3            | 0            | 5             | 0             | 137     | 30      |

### Reprezentační
Platí k zápasu hranému 5. srpna 2022.
| Národní tým | Rok     | Zápasy | Góly |
| ----------- | ------- | ------ | ---- |
| Kamerun     | 2019    | 3      | 0    |
| Kamerun     | 2021    | 4      | 0    |
| Kamerun     | 2022    | 4      | 0    |
| Celkově     | Celkově | 11     | 0    |

## Úspěchy
Kamerun
- Bronzová medaile na Africkém poháru národů: 2021